# UR-416
Il blindato da trasporto truppa UR-416 è un semplice veicolo derivato, come tanti altri della categoria mezzi blindati, da un autocarro di successo, l'Unimog della Mercedes.
Oltremare vi erano molti clienti, e non pochi di essi avrebbero gradito una versione con chassis corazzato. Così nel 1965 venne progettato questo mezzo basato su un telaio Unimog 4×4. Esso venne prodotto a partire dal 1969 solo per l'export. Lo scafo in acciaio saldato ha uno spessore massimo di 9 mm. Il posto di guida è davanti, dove vi è anche quello del capocarro.
Otto fanti sono trasportabili dietro, mentre il motore è anteriore. Questo mezzo ha un portello per lato ma non uno posteriore. L'ottima mobilità è esaltata dalle sospensioni tipiche del progetto, ad elevata corsa per essere sempre aderenti alla superficie. In genere vi sono solo mitragliatrici leggere come armamento, ma possono essere sistemati, per esempio, anche cannoni ad acqua, come anche torrette da 20 mm. Esistono versioni come mezzi officina, veicolo ambulanza, veicolo comando.
Tra gli accessori opzionali vi è un verricello da 5 t, un sistema di visione notturna passivo o attivo, pala per rimozione ostacoli, sistemi di comunicazione al pubblico tramite megafoni e così via. Esistono due feritoie per lato per usare eventualmente le armi dell'equipaggio trasportato.
Gli UR-416 entrarono in produzione in grande quantità, economici e semplici come pochi altri, oltre che di eccellente mobilità e durata.
Oltre 1000 veicoli sono stati esportati in Paesi dell'Africa, del Medio Oriente, e anche dell'Europa. Spesso il mezzo è usato per pattugliamenti di obiettivi sensibili, come aeroporti, oppure per compiti di ordine pubblico. Raramente esso è usato per compiti di forza armata come veicolo da trasporto standard per l'esercito, e questo non in Europa, dove sono richiesti veicoli più moderni.
Nell'insieme esso è molto simile al veicolo analogo dell'ACMAT, il TPK 4.2 PSF. Entrambi derivano da autocarri di successo di tipo militare con una parte della capacità di carico usata per il guscio metallico. Entrambi sono mezzi a basso costo, limitati come prestazioni, ma con una elevata efficienza e compatibilità con la linea di autocarri logistici, e spesso veicoli simili rappresentano l'unica alternativa per eserciti dotati di scarse risorse finanziarie oppure per forze aeree o paramilitari.

## Utilizzatori
Venezuela
- Ejército Nacional de la República Bolivariana de Venezuela

20 acquistati nel 1978 per la Guardia Nacional in servizio, ma in fase di dismissione al settembre 2018.